# Конрад Альберті
Конрад Альбе́рті (нім. Konrad Alberti; 1862—1918) — літературний псевдонім німецького письменника Конрада Зітенфельда (нім. Konrad Sittenfeld).

## Біографія
Конрад Альберті народився в 9 липня 1862 року в місті Бреслау (зараз Вроцлав).
Один з представників натуралістичної школи 1880-х років. Виступив різкою полемікою проти старих традицій і умовності в театрі (брошури: «Herr L'Arronge u. Das Deutsche Theater», «Ohne Schminke») і жорстокими нападками на Пауля Хейзе.
Згідно з «ЕСБЄ»: в подальшій белетристичній діяльності Альберті виділявся більше розумом і спостережливістю, ніж художнім талантом.
Основна тема його повістей і романів — боротьба за існування і в матеріальному значенні слова, і в сенсі будь-якого прагнення рухатися вперед, боротьби нових поколінь і нових ідей з відживаючими традиціями. Вона простежується в повістях: « Riesen und Zwerge» (1889) і « Plebs» (1887) і в романах: « Wer ist der Stärkere» (1888) і " Die Alten u. die Jungen "(1889). В останньому вся тодішня літературна життя зображена під виглядом чвари в музичному світі.
Відмітна риса творів Конрада Альберти — зведена в принцип еротичної розгнузданості, яка доходила до цинізму. Альберті написав ще: «Das Recht auf Liebe» (1890); «Schröter u. Comp.»(1892); «Maschinen» (1894), « Die Schöne Theotoki» (1899) та ін. — але всі це шаблонні романи, сильно поступаються першим бойовим творам автора.
Йому ж належить кілька п'єс: «Brot» (1888); «Ein Vorurtheil» (1891); «Bluff» (1893); «Die Französin» (1894) та інші.
Конрад Альберті помер 24 червня 1918 року в столиці Німеччини місті Берліні.